# Giuseppe Fietta
Giuseppe Fietta (né le 6 novembre 1883 à Ivrée, au Piémont, Italie, et mort le 1er octobre 1960 à Ivrée) est un cardinal italien de l'Église catholique du XXe siècle, nommé par le pape Jean XXIII. 

## Biographie
Giuseppe Fietta étudie à Rome. Après son ordination il est secrétaire de l'évêque d'Alghero, Oristano et Cagliari en 1907-1923, recteur du séminaire et chanoine au chapitre d'Alghero en 1923-1924. Il est secrétaire à la nonciature et chargé d'affaires en Costa Rica et internonce en Amérique centrale en 1924-1926. Il est nommé archevêque titulaire de Serdica (de) en 1926 et confirmé comme nonce apostolique en Amérique centrale en 1926, nonce apostolique en Haïti et en République dominicaine (en) en 1930, nonce apostolique en Argentine (en) en 1936 et nonce apostolique en Haïti en 1953.
Le pape Jean XXIII le crée cardinal  lors du consistoire du 15 décembre 1958.

## Succession apostolique
Giuseppe Fietta a ordonné les évêques suivants :
- Évêque Paul-Sanson-Jean-Marie Robert (1936)
- Évêque José Weimann (es), C.SS.R. (1940)
- Archevêque Alfonso María Buteler (es) (1940)
- Archevêque Liberato Tosti (de) (1946)
- Évêque Emilio Antonio Di Pasquo (es) (1946)